# Charles-René de Fourcroy de Ramecourt
Charles-René de Fourcroy de Ramecourt (né à Paris le 19 janvier 1715 et mort à Paris le 12 janvier 1791) est maréchal des camps et armées du Roi et officier du Corps royal du génie. Il est connu pour avoir publié la première carte synthétique de géographie urbaine dans son Essai d'une table poléométrique (1782), faisant de lui un pionnier de la visualisation de données.

## Biographie
Charles-René de Fourcroy est le petit-fils de Nicolas de Fourcroy, conseiller du Roi au bailliage et prévôt royal de la ville de Clermont, et le fils d’Élisabeth L’Héritier et de Charles de Fourcroy, avocat. Destiné lui-même au métier d'avocat, il préfère entrer dans le Corps du Génie en 1736 sous les ordres du maréchal d’Alsfeld. Il participe à toutes les campagnes de la guerre de 1740, aux trois campagnes en Allemagne. Il est fait capitaine en 1744. Son supérieur, le lieutenant-général Pierre Filley de la Cöte, n'était guère enthousiaste : « Monsieur de Fourcroy a une manière sévère et dure pour exercer le commandement, et possède un talent marqué pour se gagner des protecteurs. » En 1761, il commande les officiers du génie sur les côtes de Bretagne, dans l'objectif de prendre Belle-Isle, et en 1762, dans la campagne de Portugal, au siège d’Almeida. Il est cantonné successivement à Calais, en Corse (1773), en Roussillon. En 1776, après avoir été un visiteur régulier de la cour à Versailles (« à force d'intrigues », dit un contemporain), le roi crée pour lui une fonction d'officier général du corps du génie le 30 septembre 1776 et le nomme directeur des fortifications près le ministre de la Guerre, avec 25 000 livres de rente, et le laissant imposer sa vision personnelle des places-fortes. Il est hissé au rang de maréchal de camp le 1er mars 1780. En 1787, il fait partie du Conseil de la guerre créé par le comte de Brienne. 
Il épouse le 6 novembre 1755, à Andonville (France), Marie-Marguerite Le Maistre (1732-1772) avec qui il a deux filles : Charlotte Marie Louise Cornélie (1758-?) et Charlotte Marie Françoise (1762-1765).  
Il est membre de l'Académie royale des sciences, nommé correspondant de l'Abbé Nollet le 25 novembre 1767, puis de Pingré le 20 juin 1770. Il est créé Grand-Croix de l'Ordre de Saint-Louis en 1781. Un portrait en buste a été fait en 1781 par René Descarsin (aujourd'hui propriété du Conservatoire du portrait du dix-huitième siècle, CPDHS). En 1835, une gravure en a été tirée par L. Lorin et lithographiée par Langlumé. 

## Table poléométrique
En 1782, Charles-René de Fourcroy fait paraitre anonymement un Essai d'une table poléométrique, ou Amusement d'un amateur de plans sur les grandeurs de quelques villes. L'ouvrage est accompagné d'un tableau (43 cm x 50 cm), qui représente géométriquement plus de 200 villes par des carrés proportionnels à leur surface, figurés à l'échelle d'un « pouce de Roi » pour 5 arpents de longueur (= 357,32 m) et colorés à la main. 

« Si l'on supposait les surfaces de toutes les villes de la table, ou portions mesurées de ces villes, transformées en autant de carrés, chacun de même étendue que l'une ou l'autre de ces villes, et toutes sur une même échelle ; qu'ensuite on appliquât successivement tous ces carrés l'un sur l'autre, depuis le plus grand jusqu'au plus petit, et se joignant tous par un de leurs angles ; ces carrés se déborderaient l'un l'autre relativement à leur grandeur, et leur ensemble formerait une espèce de tableau, qui présenterait aux yeux une idée de la proportion réelle qui se trouve entre les surfaces de ces différentes villes. On pourrait aussi, pour découvrir sur ce Tableau deux villes d'égale grandeur, couper leurs carrés diagonalement, et n'appliquer sur le Tableau que la moitié de chacune ; ce qui revient au même. Telle est la figure ci-jointe, qui n'a pas besoin d'autre explication. »

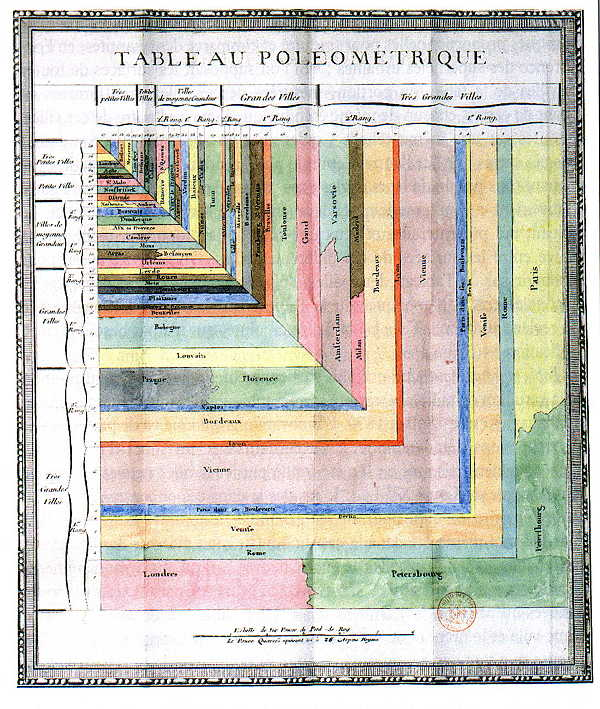
Tableau poléométrique (1782) de Charles-René de Fourcroy

Selon Gilles Palsky (1996), « Fourcroy est sans doute l'un des premiers à employer des figures géométriques proportionnelles pour traduire et comparer des quantités, en l'occurrence des superficies urbaines. […] La Table établie par Fourcroy signale un moment fondamental de l'évolution de la méthode graphique. Ici se repère le passage à l'abstrait, au trait fictif. Par ses triangles proportionnels, l'auteur construit une image qui ne renvoie pas à une forme sensible existante. » Peu après, en 1785, August Friedrich Wilhelm Crome fait paraitre un diagramme qui compare les États d'Europe, « Groessen Karte von Europa », qui en est proche. 
L'attribution de paternité du manuscrit est effectuée en 1958 par François de Dainville à l'aide de validations internes (choix des villes, souvent lieux de batailles ; accès à la Galerie des plans en relief du Roi) ou externes (un exemplaire annoté de l'ouvrage conservé à la Bibliothèque de l'Inspection du Génie porte au bas du frontispice la suscription manuscrite : « fait par Mr de Fourcroy, chef du Génie, et donné par luy »).

## Réception
Sa carrière n'a pas toujours servi son œuvre. Il eut maille à partir avec Montalembert par exemple. Condorcet est pourtant plus qu'élogieux. Visant Fourcroy qui l'avait envoyé en prison sous lettre de cachet, Carnot adressa en 1789 une réclamation à l'Assemblée nationale pour dénoncer « le régime oppressif sous lequel est gouverné le corps royal du génie ».
En 2015, Christopher Duffy, historien militaire, dénonce la prétention de Fourcroy à être l'héritier spirituel de Vauban, lui qui ne parvient qu'à « transmettre sa version personnelle des mauvaises interprétations de Cormontaigne sur un homme qu'aucun des deux n'avait connu ». Il le qualifie d'être « ennuyeux, ambitieux et infatigable ».

## Œuvre
- Fourcroy de Ramecourt, Charles-René de, Art du chaufournier, 1761 (lire en ligne)
- Fourcroy de Ramecourt, Charles-René de, Henri-Louis Duhamel du Monceau et Jean-Gaffin Gallon, L’art du tuilier et du briquetier, 1763, 67 p. (lire en ligne)
- Fourcroy de Ramecourt, Charles-René de, Henri-Louis Duhamel du Monceau, Jean-Gaffin Gallon, Auguste-Denis Fougeroux de Bondaroy et Jérôme de La Lande, Descriptions des arts et métiers, Neuchâtel, Imprimerie de la Société typographique, 1776 (lire en ligne)
- (de) Fourcroy de Ramecourt, Charles-René de, Henri-Louis Duhamel du Monceau et Jean-Gaffin Gallon (trad. Johann Heinrich Gottlob von Justi), Die Kunst Mauer und Dachziegel zu streichen, Königsberg & Mietau, Johann Jacob Kanter, 1765, 84 p. (lire en ligne)
- (de) Fourcroy de Ramecourt, Charles-René de (trad. Daniel Gottfried Schreber), Die Kalkbrennerkunst, Leipzig, 1768
- Fourcroy de Ramecourt, Charles-René de, Essai d'une table poléométrique, ou Amusement d'un amateur de plans sur les grandeurs de quelques villes..., Paris, Dupain-Triel père, 1782, 45 p. (lire en ligne)
- Fourcroy de Ramecourt, Charles-René de, M. Granier et M. de Francheville, Mémoires sur la fortification perpendiculaire, Paris, Nyon l'aîné, 1786 (lire en ligne)